# Hexacontaedru romboidal

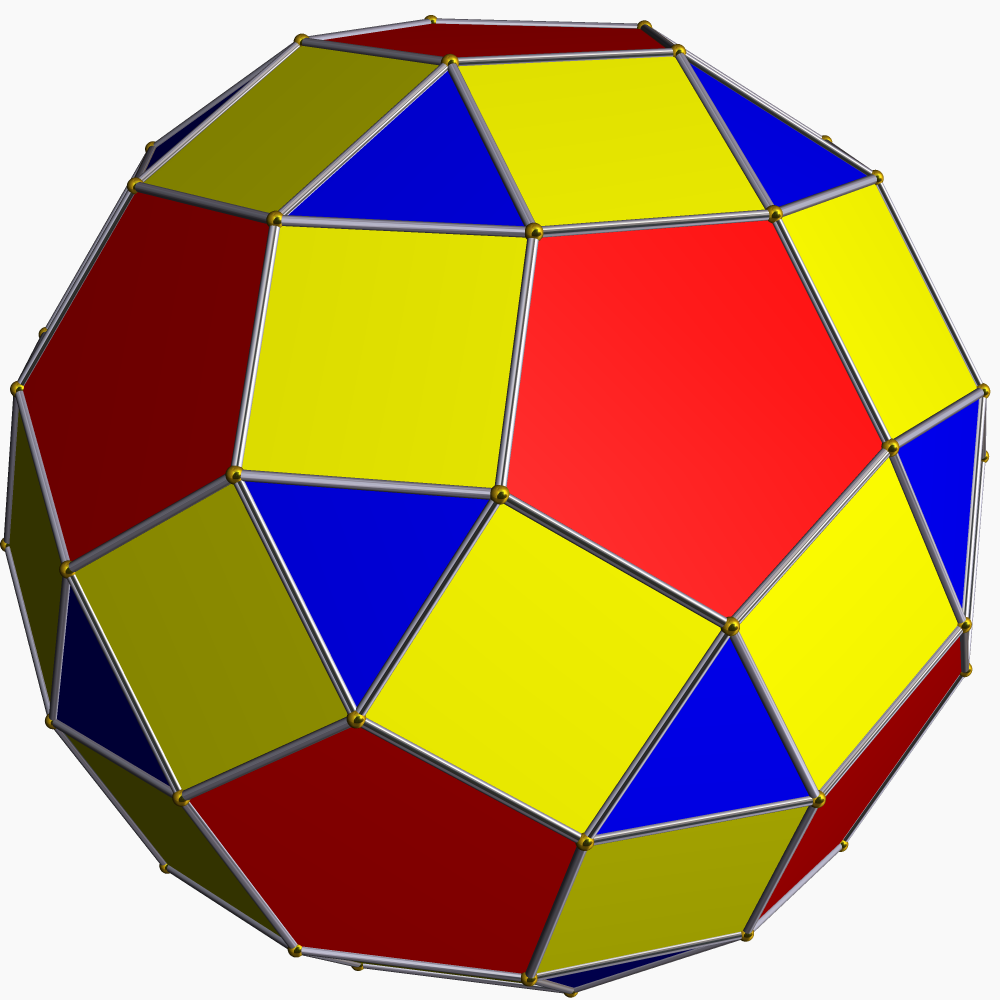
Dual: Rombicosidodecaedru

În geometrie un hexacontaedru romboidal este un poliedru Catalan cu 60 de fețe. Fiecare poliedru Catalan este dualul unui poliedru arhimedic. Dualul hexacontaedrului romboidal este rombicosidodecaedrul. Este tranzitiv pe fețe. 
Este unul dintre cele șase poliedre Catalan care nu au un drum hamiltonian prin vârfurile sale.
Din punct de vedere topologic este identic cu hexacontaedrul rombic neconvex.

## Lungimi și unghiuri
Cele 60 de fețe sunt romboizi. Raportul dintre laturile scurte și lungi ale fiecărui romboid este 1:7 + √5/6 ≈ 1:1,539344663...
Unghiul dintre cele două laturi scurte ale unei fețe este arccos(-5-2√5/20) ≈ 118,2686774705°. Unghiul opus, între laturile lungi, este arccos(-5+9√5/40) ≈ 67,783011547435°. Celelalte două unghiuri (între o latură scurtă și una lungă) sunt ambele de arccos(5-2√5/10) ≈ 86,97415549104°.
Unghiul diedru dintre oricare pereche de fețe adiacente este arccos(-19-8√5/41) ≈ 154,12136312578°.

## Topologie
Din punct de vedere topologic hexacontaedrul romboidal este identic cu hexacontaedrul rombic neconvex. Hexacontaedrul romboidal poate fi obținut dintr-un dodecaedru (sau icosaedru) prin deplasarea centrelor fețelor, a centrelor laturilor și a vârfurilor la raze diferite față de centrul poliedrului. Razele sunt alese astfel încât forma rezultată să aibă fețe plane romboidale astfel încât vârfurile să se deplaseze la colțurile de gradul 3, fețele la colțurile de gradul cinci, iar centrele laturilor la punctele de gradul patru (aici, prin grad se înțelege numărul de fețe care se întâlnesc în acel vârf).

## Proiecții ortogonale
Hexacontaedrul romboidal are trei proiecții ortogonale particulare, toate centrate pe vârfuri.
| Simetrie proiectivă | [2] | [2] | [2] | [2] | [6] | [10] |
| Imagini             |     |     |     |     |     |      |
| Imagini duale       |     |     |     |     |     |      |

## Poliedre și pavări înrudite
| Familia de poliedre icosaedrice uniforme | Familia de poliedre icosaedrice uniforme | Familia de poliedre icosaedrice uniforme | Familia de poliedre icosaedrice uniforme | Familia de poliedre icosaedrice uniforme | Familia de poliedre icosaedrice uniforme | Familia de poliedre icosaedrice uniforme | Familia de poliedre icosaedrice uniforme |
| Simetrie: [5,3], (*532)                  | Simetrie: [5,3], (*532)                  | Simetrie: [5,3], (*532)                  | Simetrie: [5,3], (*532)                  | Simetrie: [5,3], (*532)                  | Simetrie: [5,3], (*532)                  | Simetrie: [5,3], (*532)                  | [5,3]+, (532)                            |
| ---------------------------------------- | ---------------------------------------- | ---------------------------------------- | ---------------------------------------- | ---------------------------------------- | ---------------------------------------- | ---------------------------------------- | ---------------------------------------- |
|                                          |                                          |                                          |                                          |                                          |                                          |                                          |                                          |
|                                          |                                          |                                          |                                          |                                          |                                          |                                          |                                          |
| {5,3}                                    | t{5,3}                                   | r{5,3}                                   | t{3,5}                                   | {3,5}                                    | rr{5,3}                                  | tr{5,3}                                  | sr{5,3}                                  |
| Duale ale poliedrelor uniforme           |                                          |                                          |                                          |                                          |                                          |                                          |                                          |
|                                          |                                          |                                          | Fișier:PentakisDodecahedron.svg          |                                          |                                          |                                          |                                          |
| V5.5.5                                   | V3.10.10                                 | V3.5.3.5                                 | V5.6.6                                   | V3.3.3.3.3                               | V3.4.5.4                                 | V4.6.10                                  | V3.3.3.3.5                               |

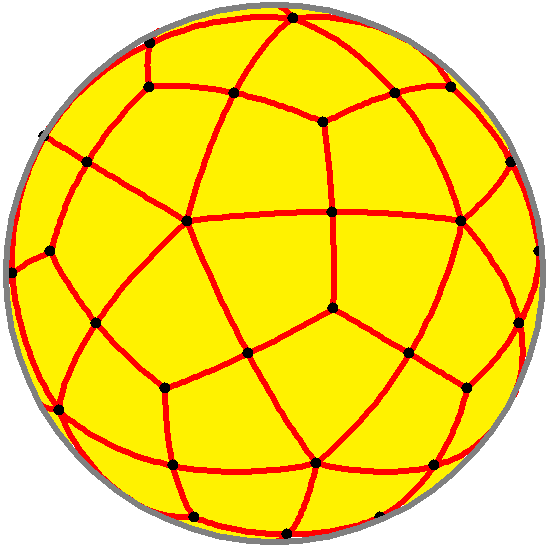
Hexacontaedru romboidal sferic

Atunci când sunt proiectate pe o sferă (v. la dreapta), se poate observa că laturile formează laturile unui icosaedru și dodecaedru dispuse în pozițiile lor duale.
Din punct de vedere topologic acest poliedru face parte din secvența de poliedre romboidale cu figura feței (V3.4.n.4) și continuă cu pavări ale planului hiperbolic. Aceste figuri tranzitive pe fețe au simetria de reflexie (*n32) în notația orbifold.
| Simetrie *n32 [n,3] | Sferice    | Sferice    | Sferice    | Sferice    | Euclid.    | Hiperb. compacte | Hiperb. compacte | Paracomp.  |
| Simetrie *n32 [n,3] | *232 [2,3] | *332 [3,3] | *432 [4,3] | *532 [5,3] | *632 [6,3] | *732 [7,3]       | *832 [8,3]...    | *∞32 [∞,3] |
| ------------------- | ---------- | ---------- | ---------- | ---------- | ---------- | ---------------- | ---------------- | ---------- |
| Config. feței       | V3.4.2.4   | V3.4.3.4   | V3.4.4.4   | V3.4.5.4   | V3.4.6.4   | V3.4.7.4         | V3.4.8.4         | V3.4.∞.4   |